# Al Blozis
Albert Charles Blozis  (né le 5 janvier 1919 à Garfield et mort le 21 janvier 1945 dans le massif des Vosges), plus communément appelé Al Blozis, est un joueur américain de football américain qui fut tué lors de la Seconde Guerre mondiale.

## Biographie

### Jeunesse
Blozis naît à Garfield dans le New Jersey et fait ses études à la William L. Dickinson High School avant d'entrer à l'université de Georgetown. Il remporte lors de ses années universitaire, les titres de champion nationale en salle et à l'extérieur du lancée du poids pendant deux années consécutives en 1942 et 1943.

### Carrière à la NFL
Al est choisi lors du cinquième tour du repêchage de 1942 au trente-huitième choix par les Giants de New York jouant onze matchs en 1942, apparaissant dans les sélectionnés au Pro Bowl. La saison 1943 le voit jouer dix matchs et marqué un touchdown lors de cette saison, même s'il n'est pas dans la liste du Pro Bowl, il est dans l'équipe All-Pro de la saison 1943.
Il ne joue que deux matchs en 1944 notamment à cause de son poste dans l'armée américaine.

### Armée
Il rejoint les rangs de l'armée le 9 décembre 1943 et s'occupe du poste d'entraineur physique avant d'être mis dans la formation des officiers de Fort Benning. Il fait quelques prouesses notamment en jetant une grenade à 94 yards, battant le record de l'armée.
Il est ensuite désigné comme sous-lieutenant dans le 28e régiment d'infanterie. En 1945, son groupe de soldats se trouve dans les Vosges en éclaireurs près des lignes ennemies. Il est porté disparu après être parti, seul, à la recherche de deux de ses hommes qui n'étaient pas rentrés d'une patrouille. Sa mort est confirmée en avril de la même année.

## Hommages
Après l'annonce de sa mort, les Giants de New York décident de retirer le numéro #32 que portait Blozis lors de ses deux saisons en NFL. Les Giants perdirent deux joueurs lors de cette guerre : Blozis et Jack Lummus.
Il est élu au Temple de la renommée de l'athlétisme des États-Unis en 2015.